# Frederick Saputra
Frederick Saputra (* 21. Juli 1996) ist ein indonesischer Stabhochspringer.

## Sportliche Laufbahn
Erste internationale Erfahrungen sammelte Frederick Saputra im Jahr 2017, als er bei den Südostasienspielen in Kuala Lumpur mit übersprungenen 4,80 m den vierten Platz belegte. Zwei Jahre darauf wurde er bei den Südostasienspielen in Capas mit 4,80 m erneut Vierter.
2019 wurde Saputra indonesischer Meister im Stabhochsprung.